# Eutenia
Eutenia é o estudo da melhoria do funcionamento humano e do bem-estar por meio da melhoria das condições de vida. Promove-se tal "melhoramento" através da alteração de fatores externos, como educação e ambiente controlável, incluindo a prevenção e remoção de doenças contagiosas e parasitas, ambientalismo, educação em relação ao emprego, economia doméstica, saneamento e habitação.
Rose Field expõe a definição em um artigo do New York Times de 23 de maio de 1926, "a simplicidade sendo uma vida eficiente". Um direito ao meio ambiente.
O efeito Flynn tem sido frequentemente citado como um exemplo de eutênico. Outro exemplo é o aumento constante do tamanho do corpo nos países industrializados desde o início do século XX. 
A Eutenia normalmente não é interpretada como tendo alguma coisa a ver com a mudança da composição do pool genético humano por definição, embora tudo o que afeta a sociedade tenha algum efeito sobre quem reproduz e quem não o faz.

## Origem do termo

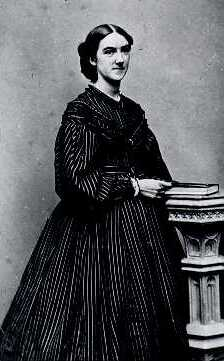
Ellen Swallow Richards, a primeira aluna e instrutora do MIT.

O termo foi derivado no final do século 19 a partir do verbo grego eutheneo, εὐθηνέω ( eu, bem; o, raiz de τίθημι tithemi, a causar ). 
- Estar em um estado florescente, abundar, prosperar - Demóstenes.
- Para ser forte ou vigoroso - Heródoto.
- Para ser vigoroso no corpo - Aristóteles.

Também do grego Euthenia, Εὐηηνία. Bom estado do corpo: prosperidade, boa fortuna, abundância. Heródoto.  
O oposto de Euthenia é Penia, (ενία ("deficiência" ou "pobreza"), a personificação da pobreza e da necessidade.

## História
Ellen H. Swallow Richards (1842 - 1911) foi uma das primeiras escritoras a usar o termo, em seu livro The Cost of Shelter (1905), com o significado de "a ciência de uma vida melhor". Não está claro se (e provavelmente improvável) que algum dos programas de estudo de eutenia tenha abraçado completamente o conceito multidisciplinar de Richards, embora várias nuances permaneçam hoje, especialmente a da interdisciplinaridade. 

### Instituto de Eutenia doVassar College

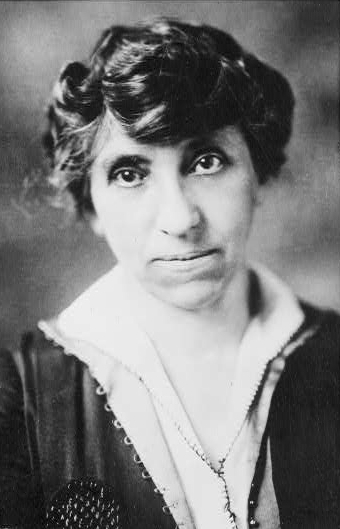
Julia Clifford Lathrop como a primeira chefe do Departamento das Crianças dos EUA.

Após a morte de Richards em 1911, Julia Lathrop (1858 - 1932) - uma das mais ilustres ex-alunas do Vassar - continuou a promover o desenvolvimento de um programa interdisciplinar em eutenia na faculdade. Lathrop logo se uniu à ex-aluna Minnie Cumnock Blodgett (1862 - 1931), que com seu marido, John Wood Blodgett, ofereceu apoio financeiro para criar um programa de eutenia no Vassar College. O planejamento do currículo, sugerido pelo presidente do Vassar Henry Noble MacCracken em 1922, começou em 1923, sob a direção da professora Annie Louise Macleod (Química; Primeira mulher, PhD, Universidade McGill, 1910).  
De acordo com o registro cronológico do Vassar, em 17 de março de 1924, "a faculdade reconheceu a eutenia como um campo satisfatório para o estudo sequencial (nível superior). Uma Divisão de Eutênicos foi autorizada a oferecer um programa multidisciplinar [radical na época] enfocando as técnicas e disciplinas das artes, ciências e ciências sociais nas experiências de vida e relacionamentos das mulheres. Os estudantes de eutenia poderiam fazer cursos de horticultura, química alimentar, sociologia e estatística, educação, estudo infantil, economia, geografia econômica, fisiologia, higiene, saúde pública, psicologia, arquitetura doméstica e mobiliário. Com a nova divisão veio o primeiro grande estudo infantil em uma faculdade americana de artes liberais."
Por exemplo, um exemplo típico de estudo infantil em eutenia inclui psicologia introdutória, psicologia laboratorial, psicologia aplicada, estudo infantil e psicologia social no Departamento de Psicologia; os três cursos oferecidos no Departamento de Estudo Infantil; o começo da economia, programas de reorganização social e a família em Economia; e no Departamento de Fisiologia, fisiologia humana, higiene infantil, princípios de saúde pública.
O Vassar Summer Institute of Euthenics aceitou seus primeiros alunos em junho de 1926. Criado para suplementar o polêmico curso eutenista de nível superior que começou em 21 de fevereiro de 1925, ele também foi localizado no novo Minnie Cumnock Blodgett Hall of Euthenics (York & Sawyer arquitetos; em um terreno construído em 25 de outubro de 1925). Alguns membros do corpo docente de Vassar (talvez emocionalmente perturbados por terem sido deslocados no campus para abrir caminho, ou terem motivação política) "acreditavam que todo o conceito de eutenia era vago e contraproducente para o progresso das mulheres".
Tendo vencido uma recepção morna, o Vassar College inaugurou oficialmente o seu Minnie Cumnock Blodgett Hall of Euthenics em 1929. Ruth Wheeler (Fisiologia e Nutrição) assumiu a direção de estudos eutênicos em 1924. Wheeler permaneceu na direção até que Mary Shattuck Fisher Langmuir o sucedeu em 1944, até 1951.  
O colégio continuou, durante o ano acadêmico de 1934-1935, tendo seu experimento cooperativo sido bem sucedido em três residências. Destinava-se a ajudar os alunos a atender os custos da faculdade, trabalhando em suas residências. Por exemplo, no Maine, os alunos ganhavam US$ 40 por ano fazendo um trabalho relativamente leve, como limpar os quartos.
Em 1951, Katharine Blodgett Hadley doou US $ 400.000, através da Rubicon Foundation, para a Vassar para ajudar a financiar déficits operacionais nos anos atuais e seguintes e para melhorar os salários dos professores.
"Descontinuado por razões financeiras, o Vassar Summer Institute for Family and Community Living, fundado em 1926 como o Vassar Summer Institute of Euthenics, realizou sua última sessão em 2 de julho de 1958. Esta foi a primeira e última sessão do novo diretor do instituto, Dr. Mervin Freedman." 

### Elmira College
O Elmira College é conhecido como o mais antigo colégio ainda existente que (como um colégio para mulheres) concedeu graus para mulheres que eram equivalentes àquelas dadas aos homens (o primeiro a fazê-lo foi o agora extinto Mary Sharp College).  O Elmira College tornou-se co-educacional em todos os seus programas em 1969. 
Um artigo especial foi escrito em 12 de dezembro de 1937 no New York Times, citando recém-formados do Elmira College, pedindo cursos em faculdades para homens sobre o cuidado de crianças.  Relatando que "a preparação para a maior de todas as profissões, a de maternidade e treinamento infantil, está sendo dada aos alunos do Elmira College na Nursery School, que é conduzida como parte do Departamento de Eutênica".  
Elmira College foi uma das primeiras faculdades de artes liberais a reconhecer o fato de que as mulheres deveriam ter algum treinamento especial, integrado com os chamados estudos liberais, que os prepararia para continuar, com menos esforço e menos erros, um sucesso vida familiar.  Cursos em nutrição, economia doméstica, seleção de roupas, princípios de planejamento de alimentos e refeições, psicologia infantil e educação em relações familiares fazem parte do currículo.
A creche do Colégio Elmira para quinze crianças entre dois e cinco anos de idade foi aberta principalmente como laboratório para estudantes universitários, mas tornou-se tão popular entre os pais da comunidade que sempre havia uma longa lista de espera.  
O artigo do New York Times mostra como o viveiro se tornou um dos laboratórios essenciais do colégio, onde mães recentes testemunharam o valor do treinamento que receberam na faculdade. "Hoje", disse um graduado, "quando é frequentemente necessário que as moças continuem o trabalho profissional fora de casa depois do casamento, é importante que os jovens pais, que devem participar dos cuidados e do treinamento dos filhos, tenham algum conhecimento de métodos corretos."  

### Atualmente
Muitos fatores levaram ao movimento que nunca conseguiu o financiamento necessário para continuar relevante, incluindo: debate vigoroso sobre o significado exato do eutênico, um forte movimento antifeminismo paralelo aos movimentos de direitos das mulheres ainda mais fortes, confusão com o termo eugenia, o impacto econômico da Grande Depressão e duas guerras mundiais.  Esses fatores também impediram a disciplina de obter a atenção necessária para criar um currículo duradouro e amplamente multidisciplinar. Portanto, ele se dividiu em disciplinas separadas. O Estudo Infantil é um desses currículos. 
Martin Heggestad, da Mann Library, observa que "por volta de 1920, no entanto, os economistas domésticos tenderam a se mudar para outros campos, como nutrição e têxteis, que ofereciam mais oportunidades de carreira, enquanto as questões de saúde eram mais abordadas nas ciências exatas e nas ciências exatas, profissões de enfermagem e saúde pública.  Além disso, melhorias no saneamento público (por exemplo, a maior disponibilidade de sistemas de esgoto e de inspeção de alimentos) levaram a um declínio nas doenças infecciosas e, portanto, uma necessidade decrescente de medidas baseadas em domicílios ensinadas por economistas domésticos."   Assim, o fim do eutênico como originalmente definido por Ellen Swallow Richards se seguiu. 

## Relação com aeugenia
De acordo com Ellen Richards, em seu livro Euthenics: the science of controlable environment (1910):  
- A melhoria das condições de vida, através do esforço consciente, com o propósito de assegurar seres humanos eficientes, é o que o autor quer dizer com Eutênicos.
- A vitalidade humana depende de duas condições primárias - hereditariedade e higiene - ou seja, condições que precedem o nascimento e as condições durante a vida.

- A Eugenia lida com melhoria de raça através da hereditariedade.
- A Eutenia lida com a melhoria da raça através do meio ambiente.

- A Eugenia é higiene para as futuras gerações.
- A Eutenia é higiene para a geração atual.

- A Eugenia deve aguardar uma investigação cuidadosa.
- A Eutenia tem uma oportunidade imediatamente.

- A eutenia precede a eugenia, desenvolvendo homens melhores agora, e assim inevitavelmente criando uma raça melhor de homens no futuro.
- Eutênica é o termo proposto para a ciência preliminar na qual a eugenia deve se basear.

## Debate, equívocos e oposição

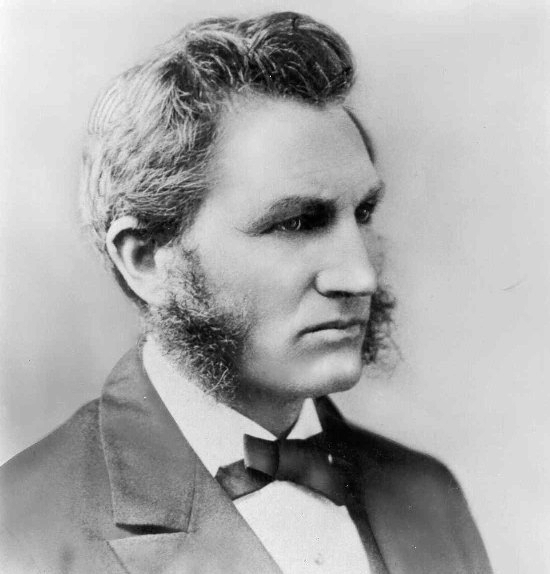
Lester Frank Ward

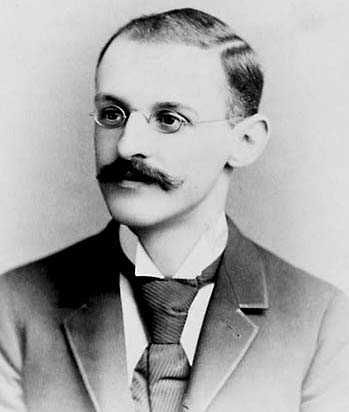
Abraham Flexner, c. 1895

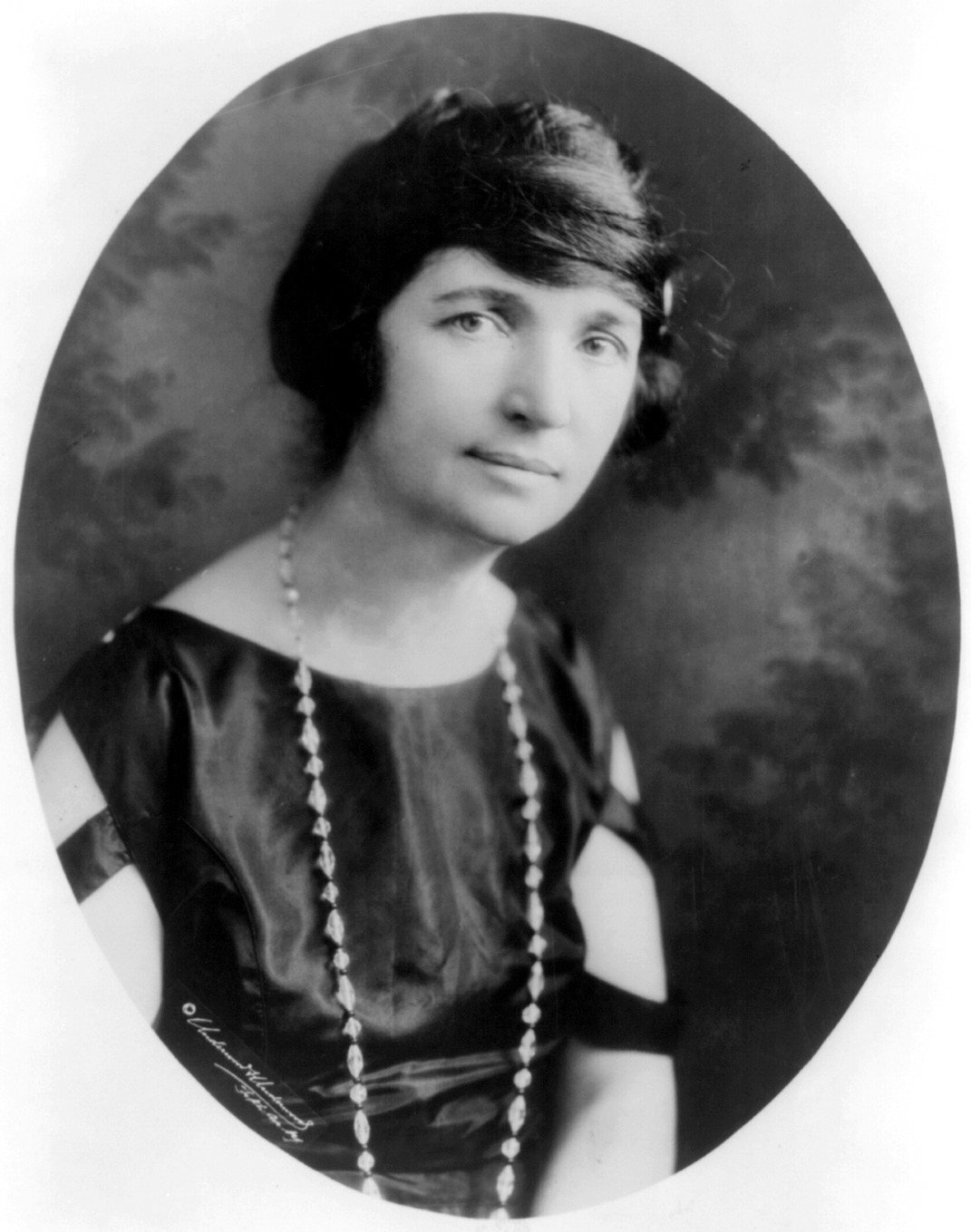
Margaret Sanger, 1922

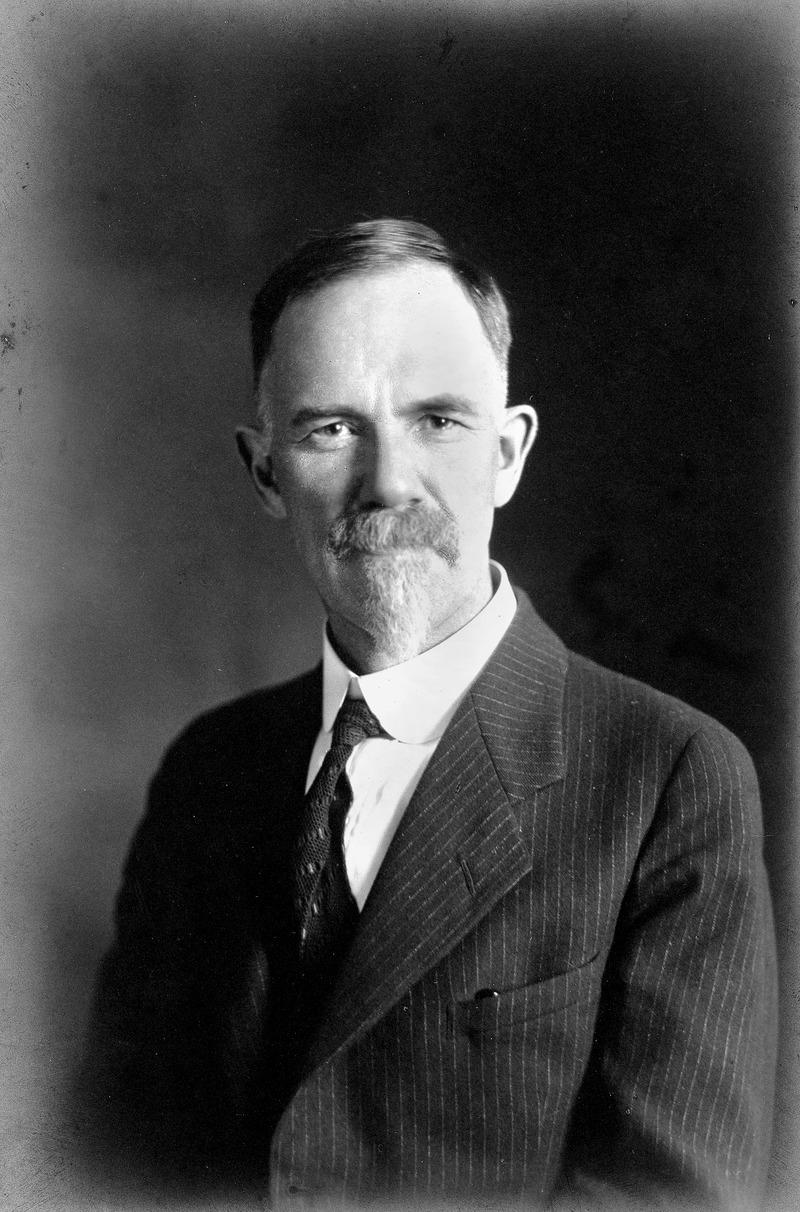
Charles Benedict Davenport, ca. 1929

Debate sobre equívocos em relação ao movimento começaram quase desde o seu início. Em sua comparação "Eugenia, Eutenia e Eudemica", (American Journal of Sociology , vol. 18, n. 6, maio de 1913), Lester F. Ward da Universidade Brown abre a segunda seção sobre lamentação eutênica: 
 Há, então, nada a fazer?  Devemos aceitar esse fatalismo científico moderno conhecido como laissez faire , que ordena o dobrar dos braços?  Devemos pregar um evangelho de inação?  Eu, pelo menos, certamente não estou contente em fazê-lo, e acredito que nada que eu tenha dito até agora [sobre eugenia] é inconsistente com a ação mais vigorosa, e isso na direção do aperfeiçoamento da raça humana.  O fim e objetivo dos eugenistas não podem ser reprovados.  A corrida está longe de ser perfeita.  Sua condição é deplorável.  Sua melhora é inteiramente viável e, no mais alto grau, desejável.  Também não me refiro apenas às condições econômicas, à pobreza e à miséria das classes deserdadas.  O estado intelectual do mundo é deplorável e sua melhoria está claramente ao alcance da própria sociedade.  É, portanto, uma questão de método e não de princípio que nos diz respeito. 
 Ward notou depois sobre o ambiente orgânico que: 
 Darwin nos ensinou que a barreira principal para o avanço de qualquer espécie de plantas ou animais é a competição com outras plantas e animais que contestam o mesmo solo.  E, portanto, os adversários mais ferozes de qualquer espécie são os membros da mesma espécie que exigem os mesmos elementos de subsistência.  Portanto, a principal forma de alívio no mundo orgânico consiste no afinamento dos concorrentes.  Qualquer espécie de animal ou planta deixada livre para se propagar em seu ritmo normal invadiria a Terra em pouco tempo e não deixaria espaço para nenhuma outra espécie.  Qualquer espécie que seja suficientemente vigorosa para resistir ao seu meio ambiente orgânico irá expulsar todas as outras e monopolizar a terra.  Se a natureza permitisse isso, não haveria variedade, mas apenas um aspecto monótono sem interesse ou beleza.  Seja o que for que pensemos do método rigoroso pelo qual isso é evitado, não podemos nos arrepender de que isso seja evitado e de termos um mundo de variedade, interesse e atratividade estética. 
 Os historiadores de Vassar observam que "os críticos culparam o novo programa como um enfraquecimento da ciência e uma queda no vocacionalismo".  O influente educador e historiador da educação, Abraham Flexner - um dos fundadores do Instituto de Estudos Avançados de Princeton - atacou o programa, juntamente com outras inovações "ad hoc" como atletismo intercolegial e governos estudantis, em universidades, americanos, ingleses, alemães. (1930)."  
"Bem, o que é eutenia? Eutenia é a 'ciência da vida eficiente;'  e a 'ciência' é artificialmente montada em pedaços de higiene mental, orientação infantil, nutrição, desenvolvimento e correção da fala, problemas familiares, consumo de riqueza, preparação de alimentos, tecnologia doméstica e horticultura .... O instituto é realmente justificado em um publicação oficial pela questão profunda de uma estudante que é relatada como perguntando: 'Qual é a conexão de Shakespeare com ter um bebê?'  O Instituto Vassar de Eutenia preenche essa lacuna! "
No verão de 1926, Margaret Sanger criou um alvoroço quando deu um discurso no rádio, chamado "Melhoria racial", no primeiro Instituto de Eutênicos, onde elogiou as tentativas de "fechar nossos portões aos chamados 'indesejáveis'" e propôs esforços para "desestimular ou reduzir a rápida multiplicação do inapto e indesejável em casa" pela esterilização voluntária subsidiada pelo governo. (The Selected Papers de Margaret Sanger, vol. 1 (2003), Esther Katz, ed.) 
O eugenista, Charles Benedict Davenport, observou em seu artigo "Euthenics and Eugenics", encontrado reimpresso no Monthly Science Monthly de janeiro de 1911, página 18, 20: 
Assim, as duas escolas de eutenia e eugenia se opõem, cada uma encarando a outra com indelicadeza. Contra a eugenia, insiste-se que é uma doutrina fatalista e priva a vida do estímulo ao esforço. Contra os eutênicos, o outro lado insiste que exige uma quantidade infinita de dinheiro para consertar as condições no esforço vã de obter maior eficiência. Qual das duas doutrinas é verdadeira?
A mente pensativa deve admitir que, como tantas vezes é o caso em que as doutrinas são opostas, cada visão é parcial, incompleta e realmente falsa. A verdade não está exatamente entre as doutrinas; compreende os dois. O que uma criança se torna é sempre o resultante de dois conjuntos de forças que atuam a partir do momento em que o óvulo fertilizado inicia seu desenvolvimento - um é o conjunto de tendências internas e o outro é o conjunto de influências externas. Qual o resultado de uma influência externa - uma condição ambiental específica - dependerá apenas em parte da natureza da influência; depende também da natureza interna do protoplasma reagente.
Incesto, casamento entre primos, casamento de deficientes e tuberculosos, são, em círculos amplos, tabus. Este fato fornece a base para a esperança de que, quando o método de proteger uma prole forte, mesmo de um estoque parcialmente defeituoso - e onde está a tensão sem qualquer defeito? - seja amplamente conhecido, os ensinamentos da ciência a respeito dos casamentos matrimoniais serão amplamente considerado e que, nas gerações seguintes, os ensinamentos e práticas dos eutênicos produzirão maior resultado, devido à prática anterior dos princípios da eugenia. 
Em um artigo do New York Times de 24 de outubro de 1926, intitulado "Eugenia e Eutenia", em resposta a um op-ed intitulado "Bright Children Who Fail", que apareceu em 15 de outubro anterior, um estudante de psicologia infantil, Joseph A. Krisses observa:
"A partir de um estudo intensivo, percebemos a importância da eugenia - o direito de nascimento e também o tema dos eutênicos - o direito ao meio ambiente. Muito pouco crédito é dado ao meio ambiente quando falamos de crianças tendo características hereditárias como "Tal pai, tal filho", ou "Arrancar o velho bloco". Tais frases têm sua origem no estudo da eugenia. Ninguém nunca pegou um bebê Edwards e o criou no ambiente do Jukes."

## Citações
- "Não por acaso, mas por meio do aumento do conhecimento científico; não por meio da compulsão, mas através do idealismo democrático que trabalha conscientemente através de interesses comuns, será criado a criação de condições corretas, o controle do meio ambiente." (Ellen H. Swallow Richards)

- "As condições de vida corretas incluem alimentos puros e um suprimento seguro de água, uma atmosfera limpa e livre de doenças para se viver e trabalhar, abrigo adequado e ajuste de trabalho, descanso e diversão." (Ellen H. Swallow Richards)

- "Provavelmente não mais de vinte e cinco por cento em qualquer comunidade são capazes de fazer um dia inteiro de trabalho, como seriam capazes de fazer se estivessem em perfeita saúde." (Ellen H. Swallow Richards)

- "Os homens ignoram as leis da natureza em suas vidas pessoais. Eles anseiam por uma medida maior de bondade e felicidade, e ainda em sua escolha de moradas, em suas casas para morar, em sua seleção de comida e bebida, em suas roupas. seus corpos, em sua escolha de ocupações e diversões, em seus métodos e hábitos de trabalho, desconsideram as leis naturais e impõem a si mesmas condições que tornam impossíveis os seus ideais de bondade e felicidade." (George E. Dawson, O controle da vida através do meio ambiente)

- "Está dentro do poder de todo homem vivo livrar-se de toda doença parasitária". (Louis Pasteur)